# Semiothisa quadriguttaria
Semiothisa quadriguttaria là một loài bướm đêm trong họ Geometridae.